# Borgo Carige
Borgo Carìge è una frazione del comune italiano di Capalbio, nella provincia di Grosseto, in Toscana.

## Geografia fisica
La frazione di Borgo Carige è situata all'estremità meridionale della Maremma grossetana, in quel tratto costiero e dell'immediato retroterra noto come costa d'Argento. Il paese è posto a 21 m s.l.m. in un'area pianeggiante a valle del poggio Monteti (421 m) e delle alture dove sorge il borgo di Capalbio, compresa tra il fosso di Gabriellaccio (5 km) a nord-ovest, il Chiarone a sud-est ed il canale della Bassa (5 km) a sud. Il territorio è inoltre attraversato dal fosso della Carige (3 km), che nasce in località Carige Alta e va ad immettersi nel canale della Bassa. La frazione confina inoltre a nord con Capalbio, ad est con Pescia Fiorentina, a sud con Capalbio Scalo e i tracciati della via Aurelia e della ferrovia Tirrenica, e ad ovest con il Giardino.
Il centro abitato dista circa 55 km da Grosseto e poco più di 5 km dal capoluogo comunale.

## Storia
Il territorio della piana di Capalbio rimase scarsamente popolato per molti secoli, e la frazione si è sviluppata solamente nel corso del XX secolo, a seguito della completa bonifica della pianura maremmana e della riforma agraria avviata nel 1951.
La località di Carige – che si articolava nei due piccoli nuclei di Carige Alta e Carige Bassa – fu selezionata per la costruzione di un nuovo borgo che avrebbe dovuto fungere da centro di servizi e aggregazione per circa quattrocento poderi sparsi in una vasta area rurale di 5 000 ettari tra Capalbio e il mare. Il nucleo originario del borgo comprendeva otto edifici: la chiesa parrocchiale, la canonica, l'edificio sociale con bar e botteghe, l'ufficio postale ed ambulatorio, la scuola elementare, l'asilo, una palazzina per le residenze degli insegnanti ed il cinema (quest'ultimo realizzato solo successivamente). I lavori iniziarono nel luglio 1956 ed il borgo fu inaugurato il 3 maggio 1958.
Lo sviluppo demografico del paese iniziò dopo il 1962, quando fu permessa la realizzazione di una zona residenziale, incrementando nel corso degli anni ottanta fino a superare i 300 abitanti nel 2011.

## Monumenti e luoghi d'interesse

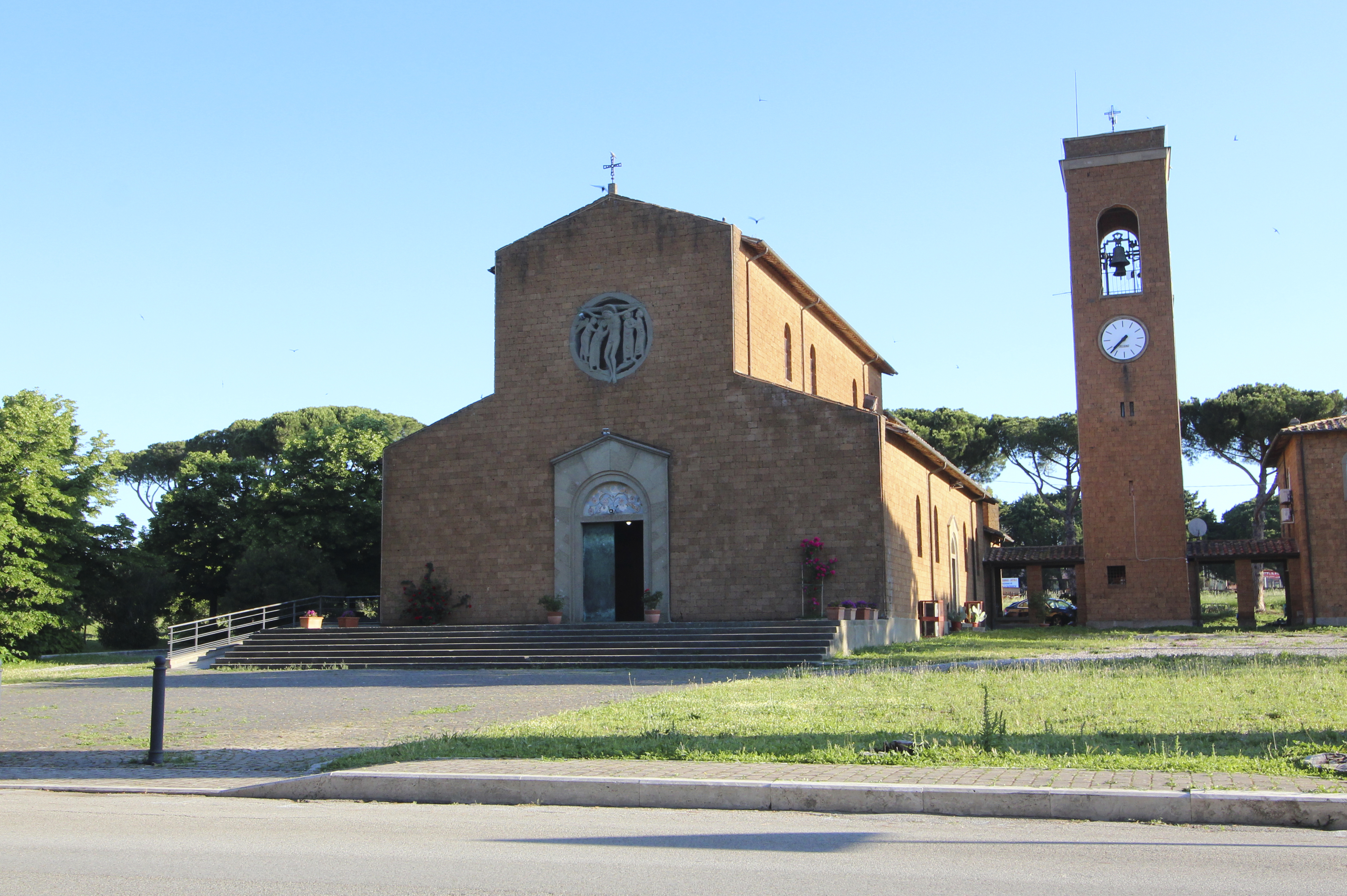
La chiesa del Cuore Immacolato

- Chiesa del Cuore Immacolato, chiesa parrocchiale di Borgo Carige,[7] è situata nella piazza principale del paese. La sua progettazione fu affidata a Riccardo Medici, fratello dell'allora presidente dell'Ente Maremma Giuseppe Medici, il 30 ottobre 1952[6] e il progetto definitivo fu presentato nell'agosto 1955.[6] L'anno successivo iniziarono i lavori di costruzione e la chiesa venne inaugurata il 13 maggio 1958 con dedicazione dell'altare da parte del vescovo Pacifico Giulio Vanni.[7] Opere di ristrutturazione e restauro sono state effettuate tra il 1993 e il 1998.[7] La chiesa si presenta in uno stile neoromanico.[6][8] La chiesa è realizzata in tufo di Viterbo a faccia vista su pianta a tre navate;[7] la facciata è posta verso sud e presenta un imponente portale in sasso peperino con decorazioni di Carlo Vittorio Testi, sormontato da un rosone in peperino con una Crocifissione dello scultore Alfio Castelli.[7] Un secondo portale, rivolto verso est, possiede anch'esso decorazioni del pittore futurista Testi.[7] L'interno ospita un fonte battesimale e acquasantiere in marmo giallo senese, ed una bronzea via crucis di Alfio Castelli, mentre l'abside è decorato con pitture che rappresentano profeti, evangelisti, santi, scene bibliche come la Creazione e il ciclo della vita di Maria: al centro è posta l'immagine dell'Immacolata Concezione contorniata da cherubini e angeli.[7] Accanto al presbiterio sorgeva la cantoria, poi modificata dopo gli anni ottanta e trasformata in cappella intitolata al Santissimo Sacramento: qui è situato un ciborio a croce greca in onice di Algeria.[7] Sul lato destro svetta il campanile con cinque campane e vi è annessa la casa canonica.[7]

- Cappella di Torre Palazzi, piccolo edificio di culto situato nella località di Torre Palazzi.[9]

- Monumento dedicato al gemellaggio tra Capalbio e il comune abruzzese di Trasacco, presenta una scultura geometrica in travertino su cui sono affissi i due stemmi comunali.[10]

## Società

### Evoluzione demografica
Quella che segue è l'evoluzione demografica della frazione di Borgo Carige. Sono indicati gli abitanti del centro abitato e dove è possibile è inserita la cifra riferita all'intero territorio della frazione.
| Anno | Abitanti       | Abitanti |
| Anno | Centro abitato | Frazione |
| ---- | -------------- | -------- |
| 1961 | 41             | 1 253    |
| 1981 | 89             | 1 108    |
| 2001 | 229            | -        |
| 2011 | 352            | -        |

### Istituzioni
A Borgo Carige è situato l'unico presidio ospedaliero del comune di Capalbio.

## Geografia antropica
A nord e a sud della frazione, a poco più di un chilometro, esistono altri due nuclei abitativi dipendenti dal centro della frazione, denominati rispettivamente Carige Alta e Carige Bassa.

## Economia
A Borgo Carige è situata la Cantina sociale cooperativa Capalbio, fondata nel 1961, una delle principali cantine produttrici del prestigioso vino Capalbio.